# Blood Stained Love Story
Blood Stained Love Story è il quinto album in studio del gruppo musicale statunitense Saliva, pubblicato nel 2007.

## Descrizione
È il primo album con il nuovo chitarrista Jonathan Montoya dopo l'uscita di Chris D'Abaldo. L'intero album, incluse le tracce bonus, è stato divulgato sulle reti di filesharing domenica 21 gennaio 2007.
L'album debuttò sulla Billboard 200 al numero 19, vendendo 31 000 copie nella sua prima settimana.

## Tracce
1. Ladies and Gentlemen - 3:37
2. Broken Sunday - 3:53
3. Never Gonna Change - 4:09
4. King Of The Stereo - 3:42
5. One More Chance - 3:55
6. Going Under - 3:56
7. Twister - 3:18
8. Black Sheep (con John 5) - 5:23
9. Starting Over - 3:59
10. Here With You - 4:06

### Tracce bonus
Best Buy ha una versione limitata di Blood Stained Love Story che include un disco bonus con le seguenti tracce bonus:
1. Is It You? - 3:43
2. Write Your Name - 3:28

## Posizioni in classifica

### Album
| Anno | Hit parade        | Posizione |
| ---- | ----------------- | --------- |
| 2007 | The Billboard 200 | #19       |

### Singoli
| Anno | Singolo                | Hit parade             | Posizione |
| ---- | ---------------------- | ---------------------- | --------- |
| 2007 | "Ladies and Gentlemen" | Pop 100                | #96       |
| 2007 | "Ladies and Gentlemen" | Bubbling Under Hot 100 | #1        |
| 2007 | "Ladies and Gentlemen" | Mainstream Rock Tracks | #2        |
| 2007 | "Ladies and Gentlemen" | Modern Rock Tracks     | #25       |
| 2007 | "Broken Sunday"        | Mainstream Rock Tracks | #8        |
| 2007 | "King of the Stereo"   | Mainstream Rock Tracks | #24       |